# Список высших учебных заведений Марий Эл
В список высших учебных заведений Республики Марий Эл включены образовательные учреждения высшего и высшего профессионального образования, находящиеся на территории Марий Эл и участвовавшие в мониторинге Министерства образования и науки Российской Федерации 2015 года. Этим критериям в Марий Эл соответствуют 3 вуза и 5 филиалов.
Также в список включён институт iSpring — частный университет с уклоном в компютерные науки, созданный в 2022 году компанией iSpring и её основателем Юрием Усковым.
Вузы, у которых на июнь 2022 нет лицензии или аккредитации или их наличие под вопросом, отмечены цветом.

## Список высших образовательных учреждений
| Название                                               | Категория       | Год основания | Месторасположение | Число студентов |
| ------------------------------------------------------ | --------------- | ------------- | ----------------- | --------------- |
| Марийский государственный университет                  | государственный | 1971          | Йошкар-Ола        | 7846            |
| Межрегиональный открытый социальный институт           | частный         | 2003          | Йошкар-Ола        | 2954            |
| Поволжский государственный технологический университет | государственный | 1932          | Йошкар-Ола        | 9142            |
| Русский университет метатехнологий                     | частный         | 2022          | Йошкар-Ола        | 78              |

## Список филиалов высших образовательных учреждений
| Название                                                                                  | Категория         | Год основания | Месторасположение | Месторасположение головной организации | Число студентов |
| ----------------------------------------------------------------------------------------- | ----------------- | ------------- | ----------------- | -------------------------------------- | --------------- |
| Волжский филиал Казанского национального исследовательского технологического университета | государственный   | 1999          | Волжск            | Казань                                 |                 |
| Волжский филиал Поволжского государственного технологического университета                | государственный   | 1942 2010     | Волжск            | Йошкар-Ола                             |                 |
| Марийский филиал Московского финансово-промышленного университета «Синергия»              | негосударственный |               | Йошкар-Ола        | Москва                                 |                 |
| Филиал в Республике Марий Эл Московского института государственного управления и права    | негосударственный | 2003          | Йошкар-Ола        | Москва                                 |                 |
| Филиал в Йошкар-Оле Московского психолого-социального университета                        | негосударственный |               | Йошкар-Ола        | Москва                                 |                 |